# Saffo (affresco)
Saffo è un affresco rinvenuto in una casa dell'Insula Occidentalis di Pompei e custodito all'interno del Museo archeologico nazionale di Napoli.

## Storia
L'affresco venne realizzato presumibilmente in un periodo compreso tra il 54 e il 70: tale datazione è deducibile dal tipo di pettinatura del soggetto poiché in voga in epoca neroniana. Venne scoperto nel giugno 1760, accanto a un altro quadretto, Giovane con rotolo, in una casa che insisteva sul fondo della masseria Cuomo nella cosiddetta Insula Occidentalis degli scavi di Pompei: tale tipologia di affreschi era posta negli ambienti di rappresentanza come triclini e tablini.
Staccato dalla sua collocazione originale, fu prima esposto al Museo Ercolanese nella reggia di Portici, poi trasferito al Museo Borbonico, in seguito Museo archeologico nazionale di Napoli, diventandone uno dei reperti più noti.

## Descrizione
Originariamente identificata come Saffo, si tratta in realtà di una fanciulla di elevato rango sociale, appartenente a una ricca famiglia, come si denotata dai gioielli indossati, particolarmente acculturata: non si tratta nemmeno di un personaggio reale, in quanto tale tipologia di affreschi erano dipinti per esaltare le virtù fisiche e morali.
In quarto stile, l'affresco è a fondo bianco nel quale è inserito un medaglione a fondo violaceo all'interno del quale è il busto della fanciulla: questa ha capelli raccolti in una retina dorata, anche se alcune ciocche di capelli ricci scendono sino alle orecchie, le quali sono ornate con due orecchini in oro. Gli occhi sono grandi e di color castano, contornati da occhiaie che lascerebbe presuppore un'età più matura rispetto a quella di una fanciulla. È vestita con una tunica verde sopra la quale indossa un mantello viola. Nella mano sinistra, al cui dito anulare calza un anello in oro, regge un tetraptychon, ossia quattro tavolette cerate, mentre in quella di destra ha una stilo che poggia sulle labbra serrate, tipico aspetto del momento che precede la scrittura.